# Kaylathalia klovstadi
 (septembre 2019).
Genre
Espèce
Synonymes
- Isotoma klovstadi Carpenter, 1902

Kaylathalia klovstadi, unique représentant du genre Kaylathalia, est une espèce de collemboles de la famille des Isotomidae.

## Distribution
Cette espèce est endémique d'Antarctique.

## Publications originales
- Carpenter, 1902 : Insecta:Aptera-Collembola. Report on the Collections of Natural History Made in the Antarctic Regions During the Voyage of the Southern Cross, London, British Museum, p. 221–223.
- Stevens & D'Haese, 2016 : Morphologically tortured: taxonomic placement of an Antarctic springtail (Collembola: Isotomidae) misguided by morphology and ecology. Zoologica Scripta, vol. 46, no 2, p. 180-187.